# Philippe Julia
Pour les articles homonymes, voir Julia.
Philippe Julia, né le 1er mai 1968 à Chamalières, est un ancien joueur français de handball évoluant au poste d'ailier droit. Il a été sélectionné à 36 reprises en équipe de France, étant notamment vice-champion du monde en 1993.

## Biographie
Alors qu'il évolue au HBC Villeurbanne, il remporte le championnat de France junior (Challenge Sabatier) en 1986 et est sélectionné en équipe de France espoir en 1988. Au début des années 1990, il évolue au Vénissieux handball avec lequel il remporte le Championnat de France 1992 ainsi que la Coupe de France. 
Il connaît ses premières sélection en équipe de France en 1991, remportant deux médailles d'argent en 1993 au Championnat du monde puis aux Jeux méditerranéens.
Du fait des difficultés financières touchant Vénissieux, il est contraint de quitter le club et trouve refuge au Handball Mougins Mouans-Sartoux en D2, il rejoint en 1994 l'OM Vitrolles avec lequel il remporte la Coupe de France 1994-1995 et le Championnat 1995-1996.
En 1996, après la faillite de l'OM Vitrolles, il est sur le point d'arrêter sa carrière puis finalement prend part à l'exode des handballeurs français en rejoignant le club allemand du TBV Lemgo. Il n'y reste qu'une saison mais il est le premier français à gagner le championnat allemand et à plus forte raison à réaliser un doublé championnat/coupe. 
Ces bonnes performances lui permettent de retrouver quatre ans après les Jeux méditerranéens de 1993 une nouvelle équipe de France post-Barjots à l'occasion du Championnat du monde 1997 où il remporte une médaille de bronze. Son contrat n'étant pas finalement prolongé en Allemagne, il rejoint en 1997 les Girondins de Bordeaux.
Déjà pressenti pour devenir l'entraîneur-joueur de l'Aix UC en 1996, il rejoint le club en D2 en 1998 en tant que joueur, puis, à partir de 2005, en tant qu'entraineur. En 2008, après trois années à la tête du Pays d'Aix UC, son contrat d'entraineur n'est pas prolongé. Le 6 mai 2007, Philippe Julia et ses joueurs ont marqué l'histoire du handball français en devenant le deuxième club de division 2 (après Dunkerque en 1991) à atteindre la finale de la Coupe de France.

## Palmarès

### En clubs
Compétitions internationales
- Demi-finaliste coupe d'Europe des clubs champions en 1993.

Compétitions nationales
- Vainqueur du Championnat de France (2) : 1992, 1996
  - Vice-champion de France en 1990, 1991 et 1995.
- Vainqueur de la Coupe de France (3) : 1991, 1992, 1995
  - Finaliste en 1992, 1996.
- Vainqueur du Championnat d'Allemagne (1) : 1997
- Vainqueur de la Coupe d'Allemagne (1) : 1997

### Équipe nationale
- Médaille d'argent au Championnat du monde 1993,  Suède
- Médaillé d'argent aux Jeux méditerranéens de 1993,  France
- Médaille de bronze au Championnat du monde 1997,  Japon

### Entraineur
- finaliste de la Coupe de France 2006-2007.